# トラクエアハウス

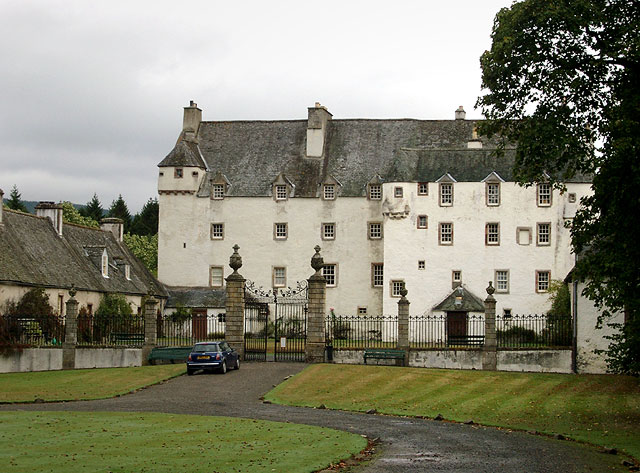
2003年のトラクエアハウス

トラクエアハウスはピーブルズの約5マイル南東に存在し、スコットランドで最も古い継続的に人が住んでいる家とされている。要塞化された邸宅として建てられており、 厳密には城ではない。スコティッシュ・バロニアル（スコットランドの男爵風）様式が誕生する前から存在しており、この様式の建築に影響を与えたと思われている。主に「ジャコバイトエール」と「ハウスエール」の2つの銘柄のビールを製造する醸造所も有している。

## 歴史

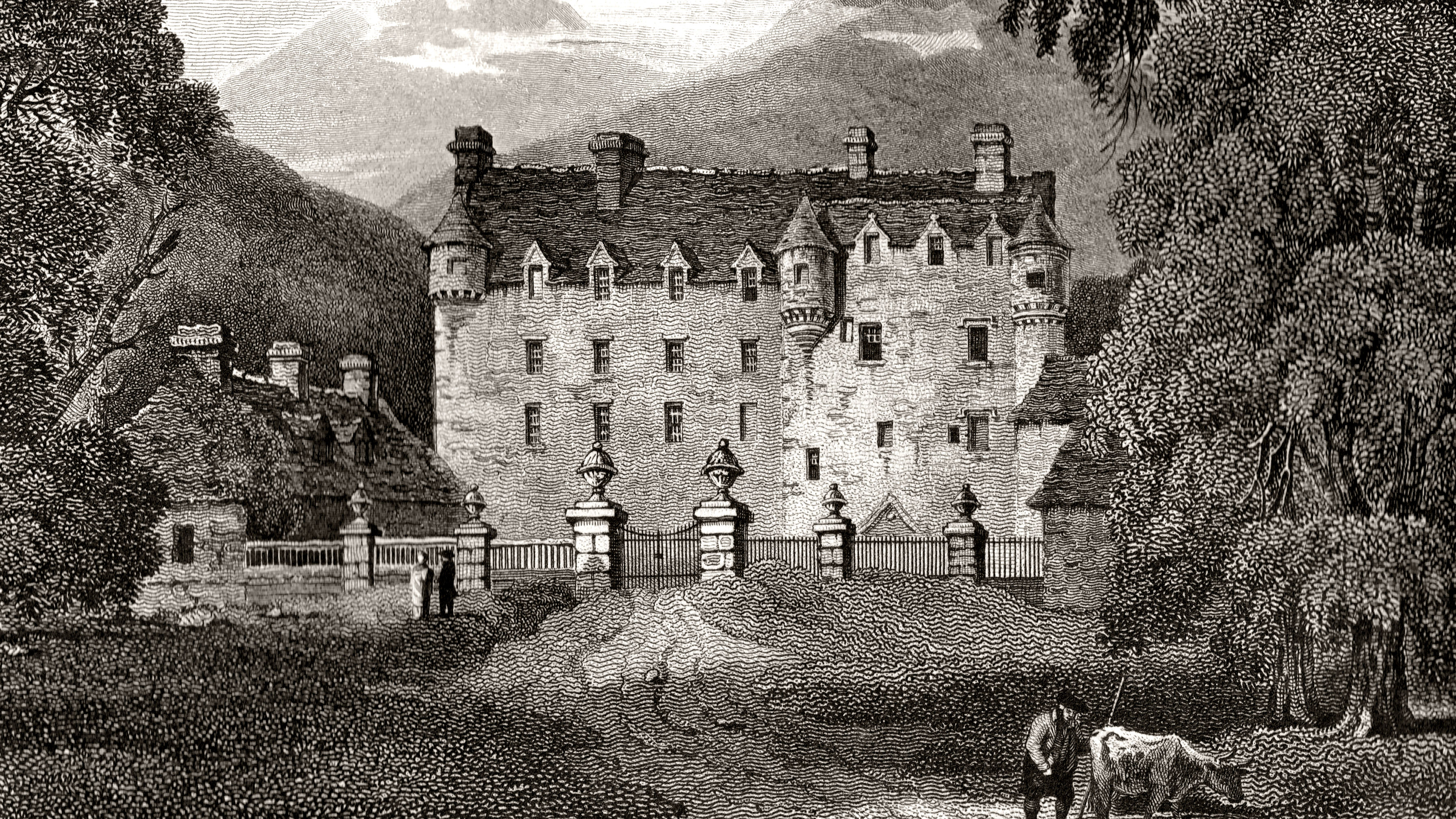
1814年のトラクエアハウス

スコットランドの王たちが12世紀以来狩場として使用してきた場所にあるが、現存する建物の中には15世紀以前に遡れる部分は存在しない。アレグザンダー1世がここで過ごし狩りを行った最初のスコットランド王で、その当時は森に囲まれた人里離れた「城」であった。 アレグザンダー3世が1286年に亡くなった際、スコティッシュ・ボーダーズ地域の平和は脅かされ、ツイード渓谷へのイングランドの侵攻を防ぐための守りの要衝となった。
それから2世紀以上の間、トラクエアハウスの所有者はイングランドとスコットランドの間で頻繁に変わった。1460年代にはジェームズ3世が著名な音楽家で、彼のお気に入りに一人であったウィリアム・ロジャースと所有について話し合った。10年以上にわたってその土地を所有した後、ロジャースは1478年に初代バカン伯爵ジェームズ・スチュアートにわずかな金額で売却した。伯爵は初代トラクエア領主となる非嫡子の息子であるジェームス・ステュアート（1480年 - 1513年）に1491年にその土地をプレゼントした。ジェームス・ステュアートは嫡子化の手紙を受け取り、ロクスバーグシャーのラザフォードとウェルズを相続したラザフォード家の女相続人と結婚した。彼はフロッデンの戦いで亡くなった。彼の娘であるジェーン・ステュアートは既婚であった第6代アンガス伯爵アーチボルド・ダグラスと肉体関係を持ち、婚外の娘であるジャネット・ダグラス（1552年没）を産んだ。ジャネットは第3代ラスベン卿パトリック・ラスベンと結婚し、数人の子供を産んでラスベン家の嫡流となった。
トラクエアハウスはそれから4世紀の間、トラクエア伯爵の邸宅となった。
1875年にトラクエアはステュアート家の従兄弟であるヘンリー・コンスタブル・マックスウェルに引き継がれた。彼は直系であったが、女系であった。現在、トラクエア領主は女性のキャサリン・マックスウェル・ステュアートである。
トラクエアハウスはエヴァ・ガードナー主演の1969年の映画タム・リンの舞台にもなった。

## 特徴
トラクエアハウスは50室を有する家である。以下のような部屋がある。
- 応接間 - 現在の住人の先祖の肖像画と写真がある。
- 更衣室 - 昔の生活を説明するように装飾されている。
- 展示室 - 1530年ごろに遡り、スコットランドの宗教施設ではない建物に現存する中で最も古いものの一つとされる壁画と、スコットランド王によって署名され封蝋のされた勅許状がある。
- 王の間 - 1566年にスコットランド女王メアリーが過ごした部屋。ロザリオ、十字架、ハンドバッグ、絹のキルト、署名入りの手紙などの彼女とジャコバイトの遺物
- 蒸留室 - 棚に飾られた18世紀の磁器に囲まれて朝食を食べることができる。
- 食堂 - 17世紀に建築され、トラクエアに最後に増築された場所の一つ。
- カトリック教会のチャペル - 1829年にカトリック教徒解放に伴って建設された。
- 図書室 - 18世紀に造られ、3000冊以上の蔵書を有する。

17世紀の以前の領主は建物に改造を行ったが、それ以降、トラクエアハウスは建築学上ほとんど変わっていない。
正門のベアーゲイトは1738年に第5代伯爵のチャールズ・ステュアートが設置した。1745年にチャールズ・エドワード・ステュアートが南方のイングランドへと進軍するために通過した際、伯爵はステュアート家にスコットランド王位が戻るまで再び門を開かないことを誓った。
庭園には近年作られた庭園迷路がある。トラクエア・フェアは毎年8月最初の週末に開催される。

## 醸造所
トラクエアハウス醸造所は自家消費のためのビールを造るために以前使われていた18世紀の醸造設備を用いて1965年にピーター・マックスウェル・ステュアートによって創業された。醸造所は様々なビールを製造しているが、主な2つの銘柄はジャコバイトエールとハウスエールである。
エールはトラクエアにおいてスコットランド女王メアリーの時代にも醸造されていた。1739年には200ガロンの大釜がチャペル下の醸造所に導入された。